# Condomini
|  | No s'ha de confondre amb Codomini. |

El condomini és un terme de dret civil que indica una modalitat de propietat que pertany a parts iguals entre els copropietaris. En dret internacional un condomini és un territori sobre el qual dos estats sobirans hi tenen drets per igual.

## Condominis històrics
- Les Noves Hèbrides van ser un condomini francobritànic fins a la independència de Vanuatu el 1980.
- Les illes Canton i Enderbury van ser un condomini anglo-nord-americà des del 1939 fins al 1979 quan es van incorporar a Kiribati.
- Sudan va ser un condomini angloegipci fins al 1956.
- El coprincipat d'Andorra s'ha considerat un condomini franco-català, des del primer pareatge.
- L'illa dels Faisans és un condomini francoespanyol.
- El 2001 el govern britànic va proposar per a Gibraltar una sobirania conjunta amb Espanya, però va ser rebutjada en referèndum.
- La ciutat de Bergedorf va ser un condomini de les ciutats hanseàtiques d'Hamburg i Lübeck de 1420 a 1868